# Landgericht Marktbreit

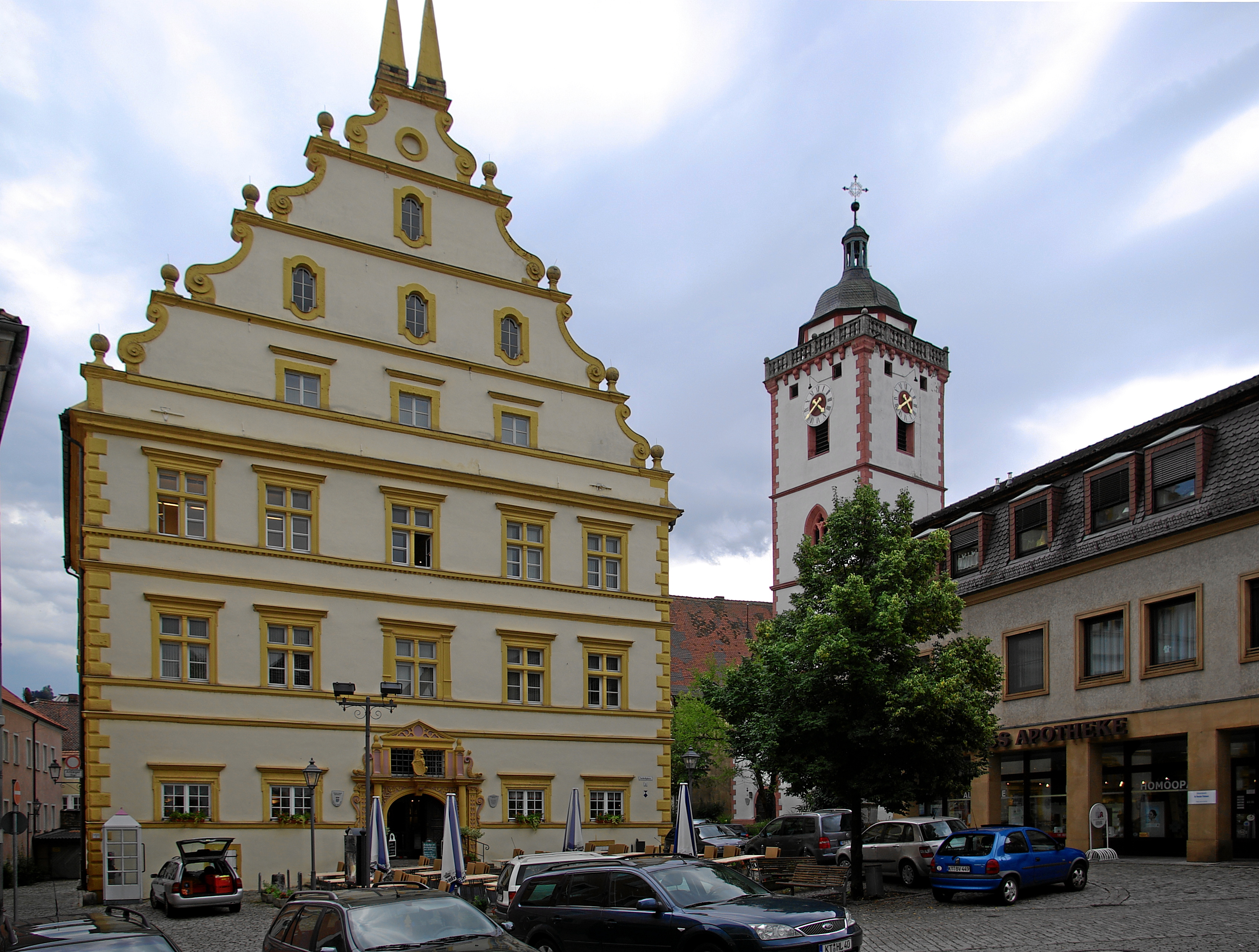
Das Schloss Marktbreit neben der Pfarrkirche St. Nikolai

Das Landgericht Marktbreit war ein von 1848 bis 1879 bestehendes bayerisches Landgericht älterer Ordnung mit Sitz in Marktbreit im heutigen Landkreis Kitzingen. Die Landgerichte waren im Königreich Bayern Gerichts- und Verwaltungsbehörden, die 1862 in administrativer Hinsicht von den Bezirksämtern und 1879 in juristischer Hinsicht von den Amtsgerichten abgelöst wurden.
Das Landgericht Marktbreit ging aus dem Fürstl. Schwarzenbergischen Herrschaftsgericht hervor, das wie alle anderen Adelsgerichte in Bayern während der Revolution 1848 abgeschafft wurde. Zum Gebiet des Landgerichts Marktbreit gehörten neben Marktbreit die Gemeinden Bullenheim, Enheim, Gnötzheim, Herrnsheim, Hüttenheim, Iffigheim, Martinsheim, Obernbreit, Segnitz, Seinsheim, Tiefenstockheim und Wässerndorf.
Das Landgericht hatte seinen Sitz im Schloss Marktbreit.